# 하늘을 달리다
〈하늘을 달리다〉는 대한민국의 가수 이적의 노래이다. 이 노래는 이적의 현재 아내인 여자친구가 미국에 유학을 가 있던 때에 아내를 향한 마음을 그의 가사로 표현한 노래이다. 발표 당시 뜨거운 반응을 얻었으며, 그룹 신화의 신혜성, K-POP스타의 정승환, 슈퍼스타K의 허각, 나는 가수다의 소향, 양파&김연우 등등이 부르면서 더욱 알려졌다. 오디션 곡으로 많이 불린 노래이기도 하다.